# П'єтро Моченіго
П'єтро Моченіго (італ. Pietro Mocenigo) — 70-й венеційський дож у 1474—1476 роках.

## Життєпис
Належав до родини Моченіго, яка походила з Мілану, що склала свій статок завдяки морській торгівлі, після чого набула статус патриціїв. Старший син Леонардо Моченіго, прокуратора Святого Марка, та Франчезіни Молін. Небіж дожа Томмазо Моченіго. У 1429 році він одружився з Лаурою ді Бернардо Дзорці. 
У 1438 році його було обрано власним суддею, а в 1439 році призначено нічним офіцером сестьєри Сан-Марко. Коли його батько помер наприкінці 1442 року, він розпочав кар'єру у флоті. 17 березня 1443 року він став суперкомітом Адріатичного флоту, переслідуючи каталонських корсарів, він зазнав корабельної аварії на березі Бріндізі та був ув'язнений місцевою владою; відвезений до Неаполя, його було звільнено після втручання венеціанського посла. У 1444—1449 роках входив до дзонти Сенату. 24 серпня 1449 року його обрали капітаном бейрутської муди (морського торгівельного каравану).
1452 року призначається членом комісії «мудрих материку» (саві дель терраферма), де залишався до 1455 року. У 1456—1465 роках був радником дожа з декількома перервами. 1464 року був серед посланців Республіки, що прибули до Риму вітати новообраного папу римського Павла II. У 1466 році стає членом Авагадорії.
19 серпня 1470 року призначається генерал-капітаном моря (командувачем усього венеційського флоту) в 72 галери, з якими сплюндрував малоазійського узбережжя Егейського моря. 1471 року, зимуючи в Модоні, отримав звістку про обрання його прокуратором de citra Святого Марка У 1472 році, отримавши підкріплення з Венеції та Неаполя, він грабував узбережжя Мізії, Карії та Памфілії, захопив і зруйнував Смірну. 1473 року повалив іспанських радників Катерини Корнаро, королеви Кіпру, взявши 1474 року під венеційський контроль Кіпр, де придушив повстання. 
П'єтро Моченіго був обраний дожем 14 грудня 1474 року. П'єтро Моченіго спробував почати мирні переговори з султаном Османської імперії Мехмедом II. Перша зустріч султана та дожа відбулась 6 січня 1475 року, але не привела ні до якого результату. Бойові дії поновилися в Албанії, де венеційці протягом декількох років втратили більшість міст та фортець.

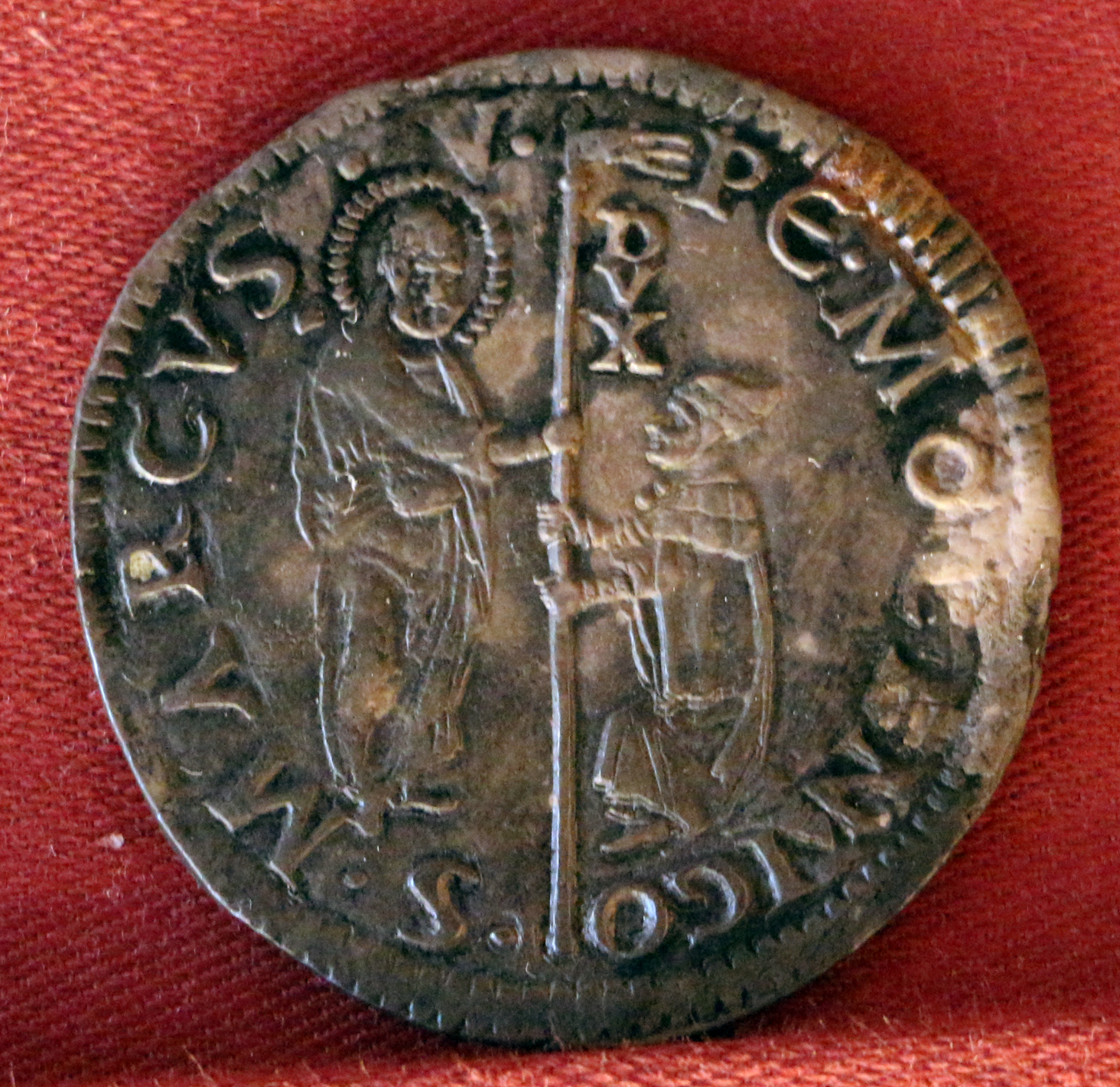
Ліра П'єтро Моченіго

Під час свого правління П'єтро Моченіго почав карбувати срібну ліру, яка отримала назву ліра Моченіго і після цього під цією назвою карбувалась до 1575 року. Дещо раніше аналогічне ім'я дожа отримала монета у півліри.
П'єтро Моченіго виступав на захист жидів у зв'язку із звинуваченнями у ритуальних убивствах.

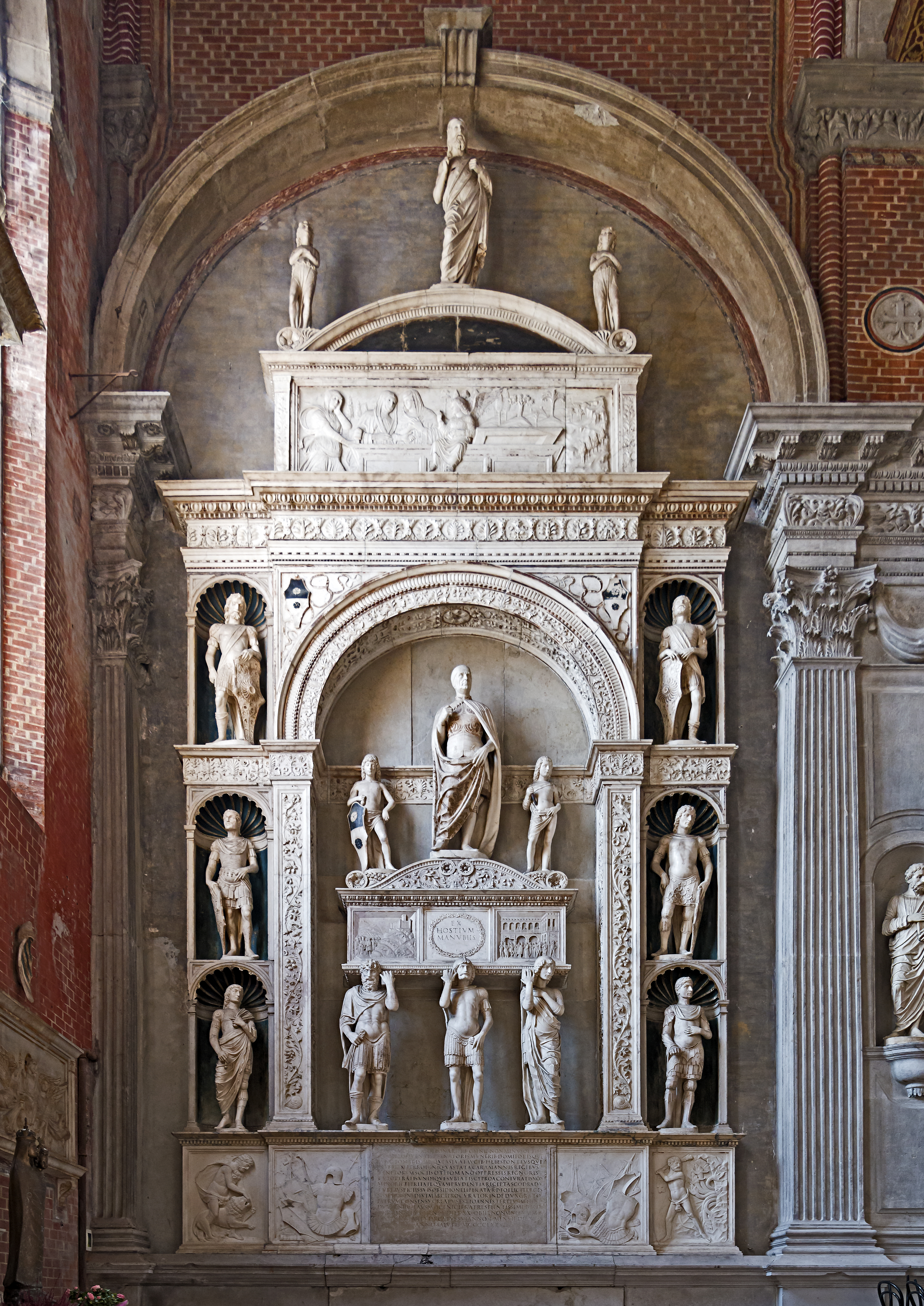
Гробниця П'єтро Моченіго

Помер 1476 року від малярії, на яку заразився під час військової кампанії у місті Шкодер, який захищали від 80-тисячного османського війська. Похований у соборі Санті-Джованні е Паоло. Гробницю дожа виконав венеційський скульптор П'єтро Ломбардо.